# Tjänstegrader i OGPU
Tjänstegrader i OGPU, Sovjetunionen, visar den hierarkiska ordningen i Statens politiska förvaltning och den Allunionella politiska förvaltningen från 1922 till organisationens inlemmande i NKVD sommaren 1934.

## Säkerhetstjänsten

### GPU 1922
| Tjänsteställningstecken | Tjänstebenämning |
| ----------------------- | --- |
| inget                   | Cотрудник Medarbetare |
|                         | Агент 3-го разряда Agent av 3:e kategorin |
|                         | Агент 2-го разряда Agent av 2:a kategorin |
|                         | Агент 1-го разряда Agent av 1:a kategorin |
|                         | Сотрудник особых поручений Personal med särskilt uppdrag |
|                         | Нач. оперативного пункта Chef för operativ central |
|                         | Нач. отдела инспекции; Пом. нач. адм.-следственной части Chef för inspektionsavdelning; Biträdande chef för administrativ utredningsenhet.                                                              |
|                         | Пом. нач. отделения; Уполномоч. отдела предварительного дознания; Нач. адм.-следственной части Biträdande byråchef; Befullmäktigad vid förundersökningsenhet; Chef för administrativ utredningavdelning |
|                         | Военрук инспекции Militär inspektionschef |
|                         | Нач. отделения ГПУ Byråchef GPU |
|                         | Зам. нач. отдела ГПУ Biträdande avdelningschef GPU |
|                         | Нач. отдела ГПУ Avdelningschef GPU |

### OGPU 1924

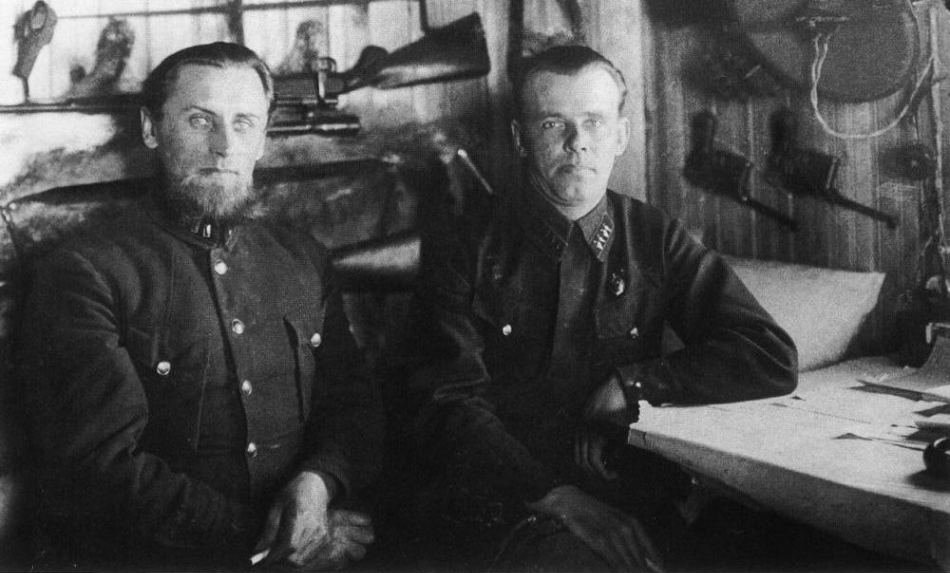
Chefer i OGPU 1931.

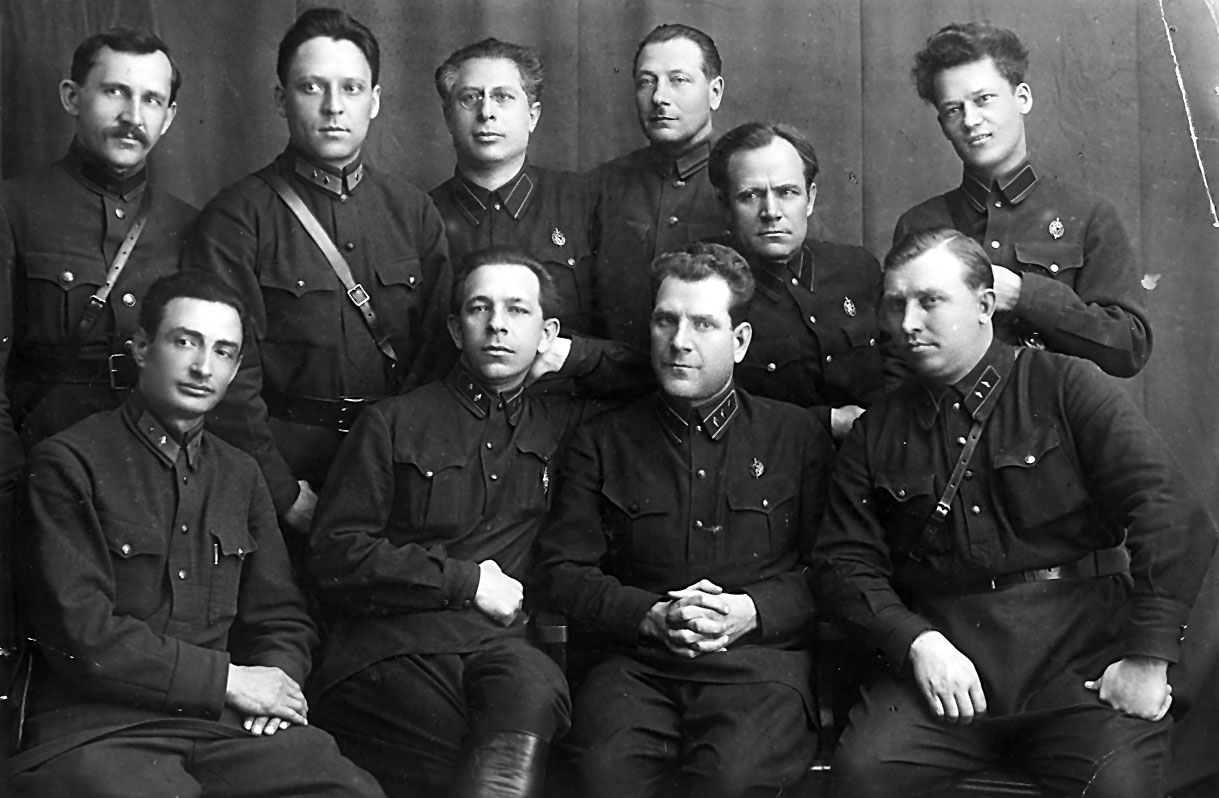
Chefer i OGPU 1932.

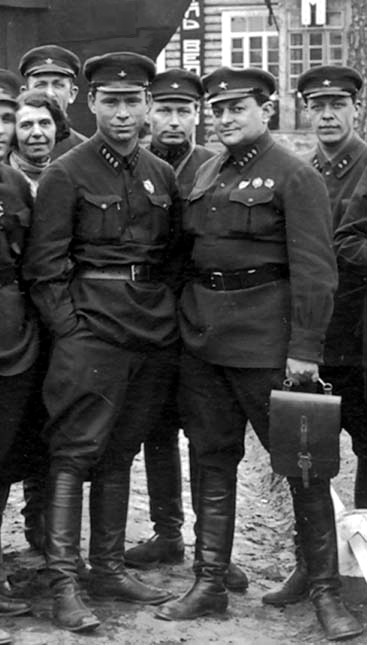
Chefer i OGPU 1934.

| Tjänsteställningstecken | Tjänstebenämning                                                                                       |
| ----------------------- | --- |
| inget                   | Cотрудник Medarbetare                                                                                  |
| ΔΔ                      | Агент III разряда Agent 3:e kategorin                                                                  |
| ΔΔΔ                     | Агент II разряда Agent 2:a kategorin                                                                   |
| ΔΔΔΔ                    | Агент I разряда Agent 1:a kategorin                                                                    |
| ỺỺ                      | Сотрудник особых поручений Personal med särskilt uppdrag                                               |
| ỺỺỺ                     | Старш. сотрудник особых поручений Högre personal med särskilt uppdrag                                  |
| ỺỺỺỺ                    | Нач. оперативного пункта Chef för operativ central                                                     |
| 1 rektangel             | Нач. гор. отдела ГПУ Chef för GPU i en stad                                                            |
| 2 rektanglar            | Нач. следственной части; Нач. уездного отдела ГПУ Chef för utredningsenhet; Chef för GPU i en ujezd    |
| 3 rektanglar            | Нач. уездного отдела ГПУ; Нач. следственной части Chef för GPU i en ujezd; Chef för en utredningsenhet |
| ♦                       | Зам. нач. губернск. отдела ГПУ Biträdande chef för GPU i ett guvernement                               |
| ♦♦                      | Нач. отделения ОГПУ; Нач. губернск. отдела ГПУ Byråchef i OGPU; Chef för GPU i ett guvernement         |
| ♦♦♦                     | Зам. нач. отдела ОГПУ Biträdande avdelningschef OGPU                                                   |
| ♦♦♦♦                    | Зам. Пред. ОГПУ; Нач. отдела ОГПУ Vice ordförande i OGPU;Avdelningschef OGPU                           |

## Trupperna

### GPU:s trupper 1923
| Tjänsteställningstecken | Tjänstebenämning |
| ----------------------- | --- |
| inget                   | Kрасноармеец Rödarmist                                                                                              |
| Δ                       | Командир отделения Gruppchef                                                                                        |
| ΔΔ                      | Помощник командира взвода Ställföreträdande gruppchef                                                               |
| ΔΔΔ                     | Старшина роты, батареи, батальона, дивизиона Kompaniadjutant, batteriadjutant, bataljonsadjutant, divisionsadjutant |
| Ỻ                       | Командир взвода Plutonchef                                                                                          |
| ỺỺ                      | командир роты (полуэскадрона) Kompanichef (halvskvadronschef)                                                       |
| ỺỺỺ                     | командир батальона (эскадрона) Bataljonschef (skvadronschef)                                                        |
| ỺỺỺỺ                    | командир полка Regementschef                                                                                        |
| ♦                       | Командир бригады Brigadchef                                                                                         |
| ♦♦                      | начальник и комиссар дивизии Chef och divisionskommissarie                                                          |
| ♦♦♦                     | Командир корпуса; Зам. нач. штаба войск ГПУ Kårchef; Ställföreträdande stabschef vid GPU:s trupper                  |
| ♦♦♦♦                    | Зам. Пред. ГПУ — Нач. штаба войск ГПУ Vice ordförande i GPU - Stabschef vid GPU:s trupper                           |

### OGPU:s trupper 1924

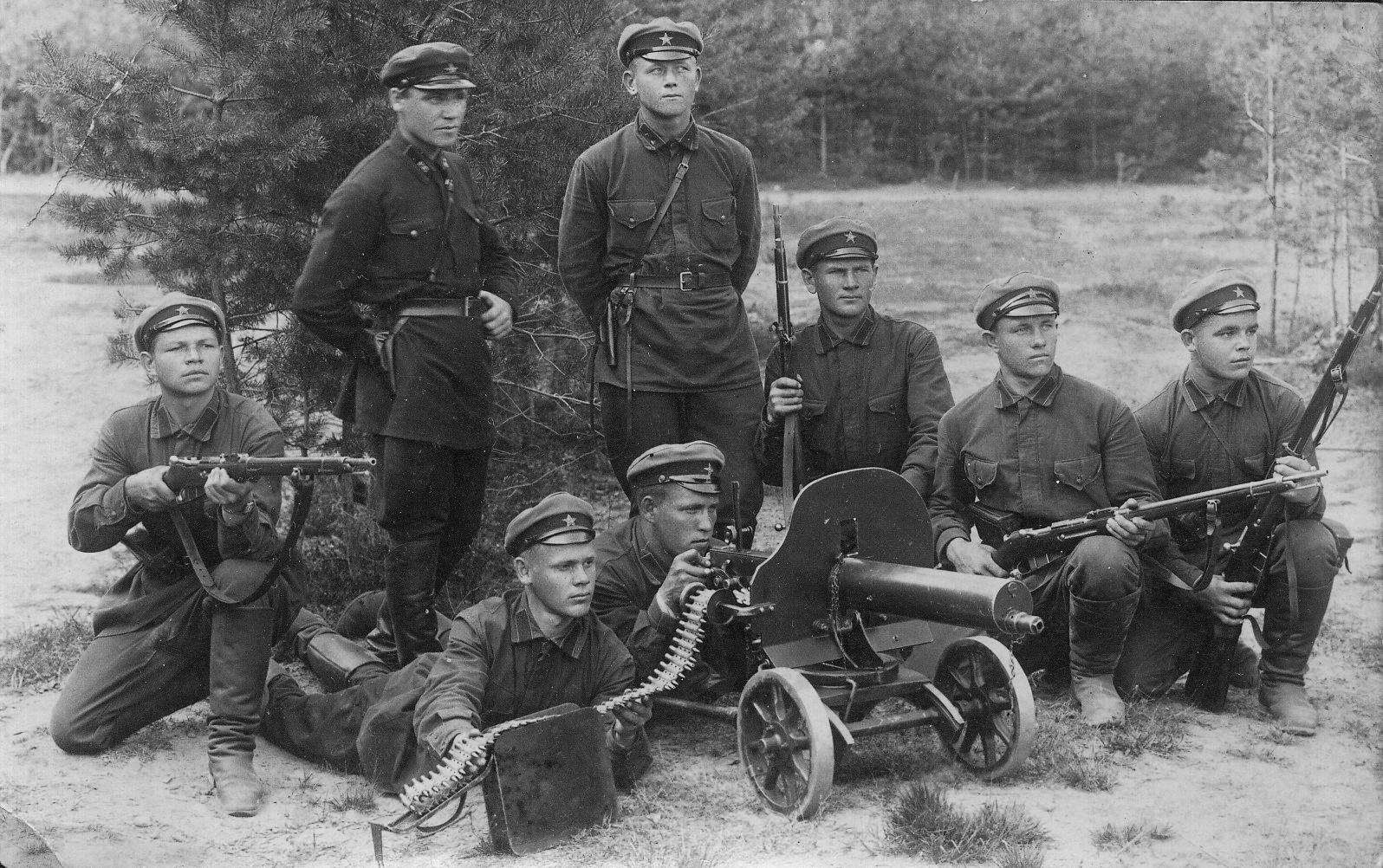
OGPU-soldater i början av 1930-talet.

| Tjänsteställningstecken | Tjänstebenämning |
| ----------------------- | --- |
| inget                   | Kрасноармеец Rödarmist                                                                                              |
| Δ                       | Командир звена Omgångschef                                                                                          |
| ΔΔ                      | Командир отделения, расчёта, бронеавтомобиля Gruppchef, pjäschef, pansarbilschef                                    |
| ΔΔΔ                     | Помощник командира взвода Stf plutonchef                                                                            |
| ΔΔΔΔ                    | Старшина роты, батареи; батальона, дивизиона Kompaniadjutant, batteriadjutant, bataljonsadjutant, divisionsadjutant |
| Ỻ                       | Командир взвода Plutonchef                                                                                          |
| ỺỺ                      | Помощник командира роты Stf kompanichef                                                                             |
| ỺỺỺ                     | Командир роты (полуэскадрона), политрук роты Kompanichef (halvskvadronschef), kompanipolitruk                       |
| ỺỺỺỺ                    | Помощник командира батальона (эскадрона) Stf bataljonschef (skvadronschef)                                          |
| 1 rektangel             | Командир батальона (эскадрона), батальонный комиссар Bataljonschef (skvadronschef)                                  |
| 2 rektanglar            | Помощник командира полка Stf regementschef                                                                          |
| 3 rektanglar            | Командир полка, комиссар полка Regementschef, regementskommissarie                                                  |
| ♦                       | Командир отдельной бригады, комиссар бригады Chef för avdelt brigad, brigadkommissarie                              |
| ♦♦                      | Командир дивизии, комиссар дивизии Divisionschef, divisionskommissarie                                              |
| ♦♦♦                     | Командир корпуса, комиссар корпуса Kårchef, kårkommissarie                                                          |
| ♦♦♦♦                    | Главный инспектор войск ОГПУ Överinspektör för OGPU:s trupper                                                       |